# Кловська (станція метро)
50°26′13″ пн. ш. 30°31′54″ сх. д. / 50.43694° пн. ш. 30.53167° сх. д.
«Кло́вська» — 31-ша станція Київського метрополітену, розташована на Сирецько-Печерській лінії між станціями «Палац спорту» і «Печерська». Відкрита 31 грудня 1989 року під назвою «Мечникова» у складі першої черги Сирецько-Печерської лінії. Нинішня назва — з 2 лютого 1993 року, походить від назви історичної місцевості Клов, де розташована станція.

## Конструкція
Конструкція станції — пілонна трисклепінна з острівною платформою.
Колійний розвиток: 3-стрілочний оборотний тупик з боку станції «Палац спорту», що переходить у ССГ з Святошинсько-Броварською та Оболонсько-Теремківською лініями.
Зали станції сполучені між собою рядами проходів-порталів, які чергуються з пілонами. Середній зал ескалаторним тунелем з тристрічковими одномаршевими ескалаторами з'єднаний із підземним вестибюлем, який виходить у підземний перехід на вулицю Мечникова.

## Опис
Станція з вузькими пілонами, облицьованими лекальним білим мармуром. Склепіння з листового фарбованого алюмінію. Інтер'єр перонного залу підкреслює планувальну особливість станції — акцент зроблено у напрямку похилого вестибюля. Великий проліт у 14 метрів і радіальне розміщення стін. Станція вирішена у спокійних світлих тонах, лаконічно, за відсутності зайвих декоративних елементів. Все це разом надає інтер'єру станції піднесеності та неповторності.

## Пасажиропотік
| Рік                           | 2009 | 2011 | 2012 | 2013 | 2014 | 2015 | 2016 | 2017 | 2018 |
| ----------------------------- | ---- | ---- | ---- | ---- | ---- | ---- | ---- | ---- | ---- |
| Пасажиропотік, тис. осіб/добу | 12,3 | 12,3 | 12,5 | 12,7 | 12,0 | 11,6 | 11,6 | 11,9 | 11,8 |

## Галерея

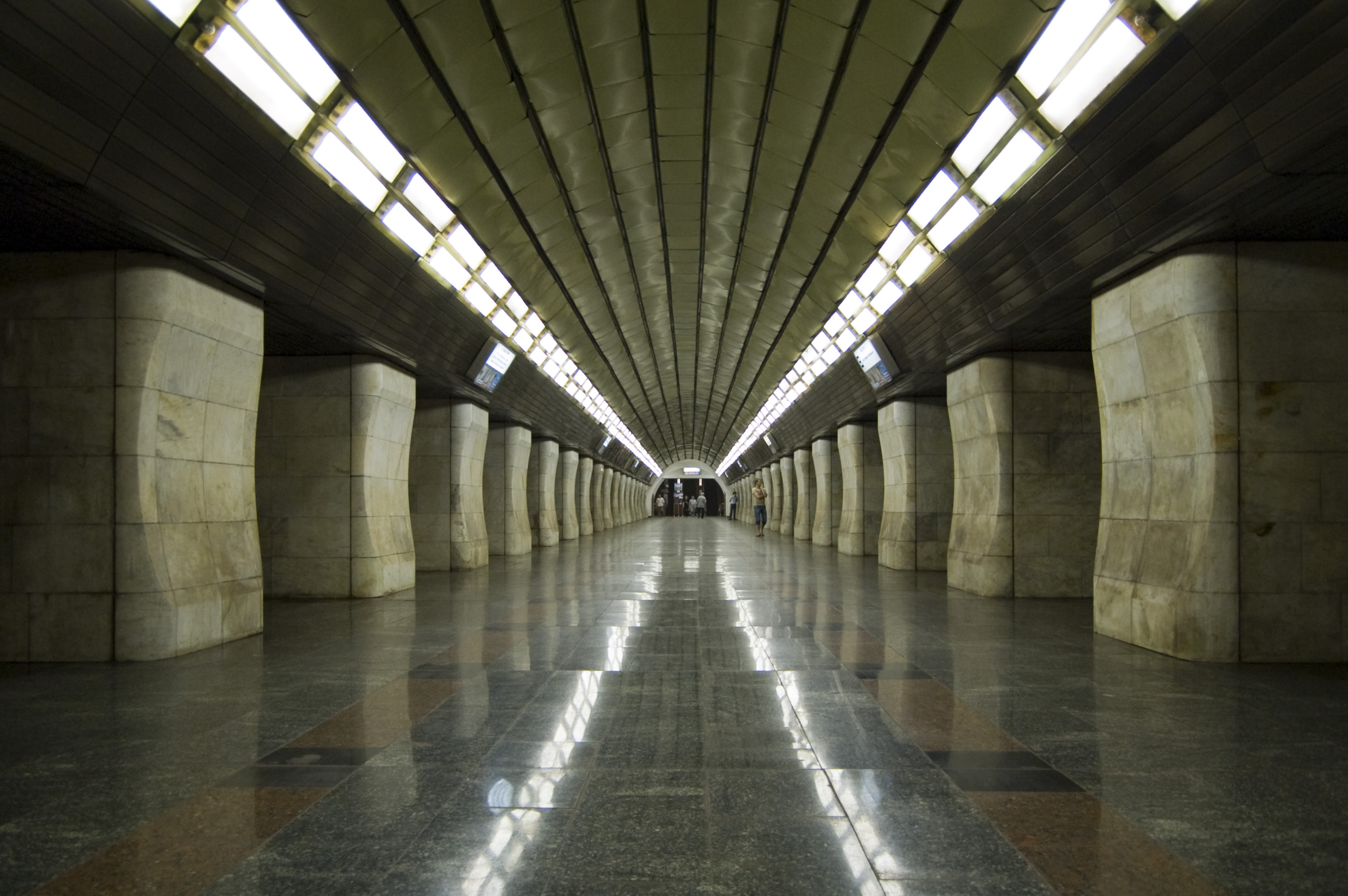
Центральний зал
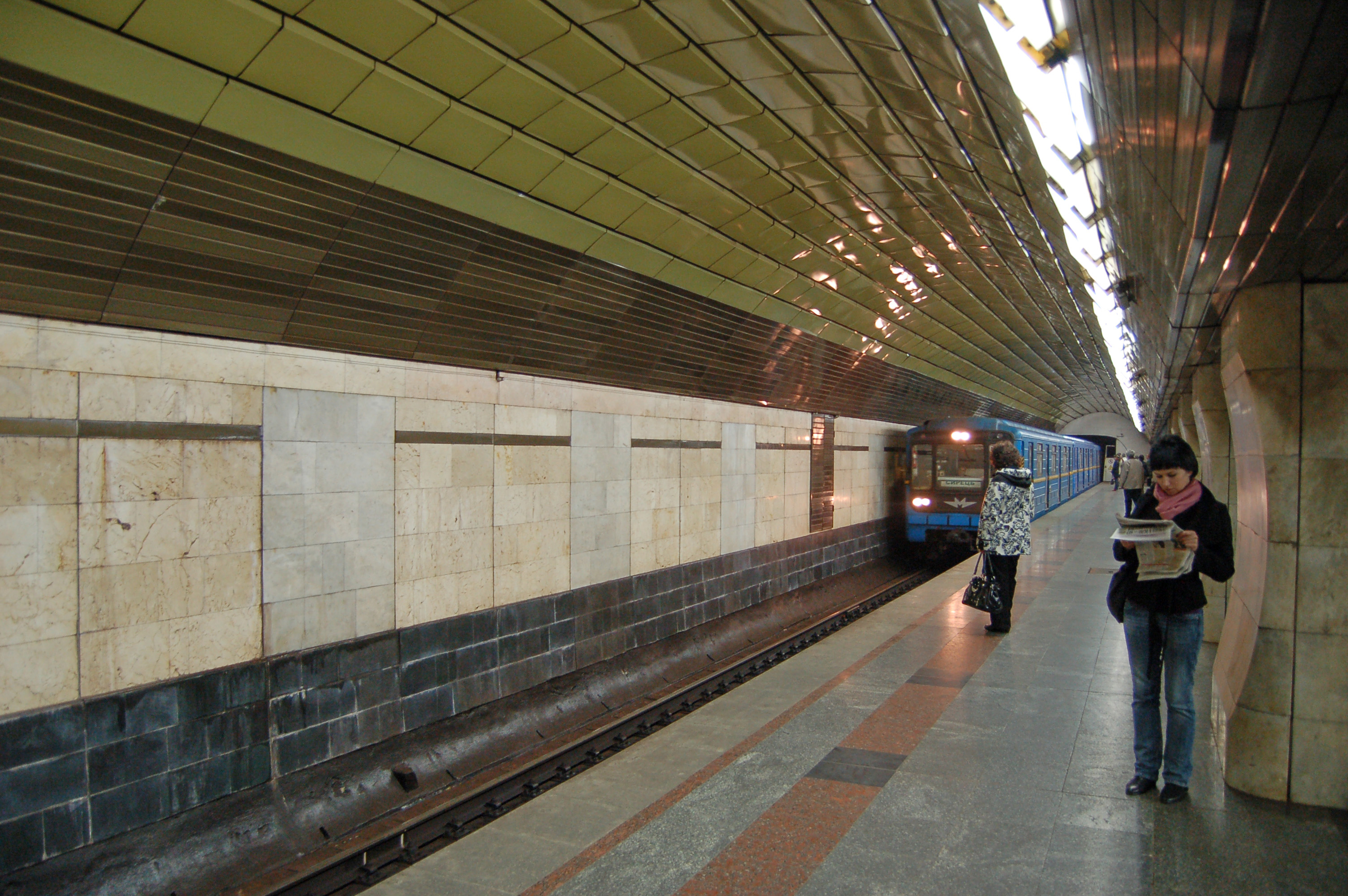
Посадкова платформа
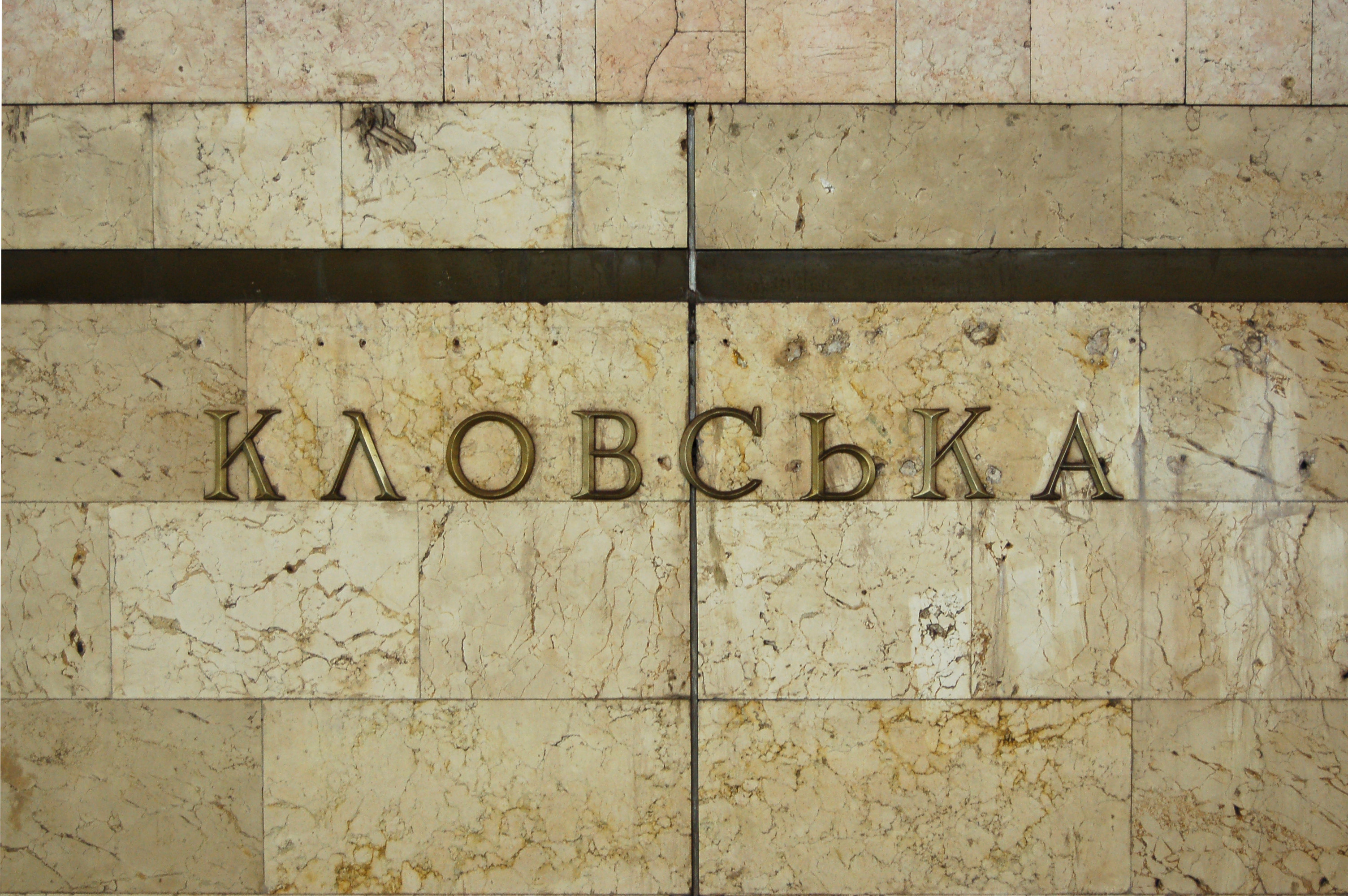
Назва станції на колійній стіні
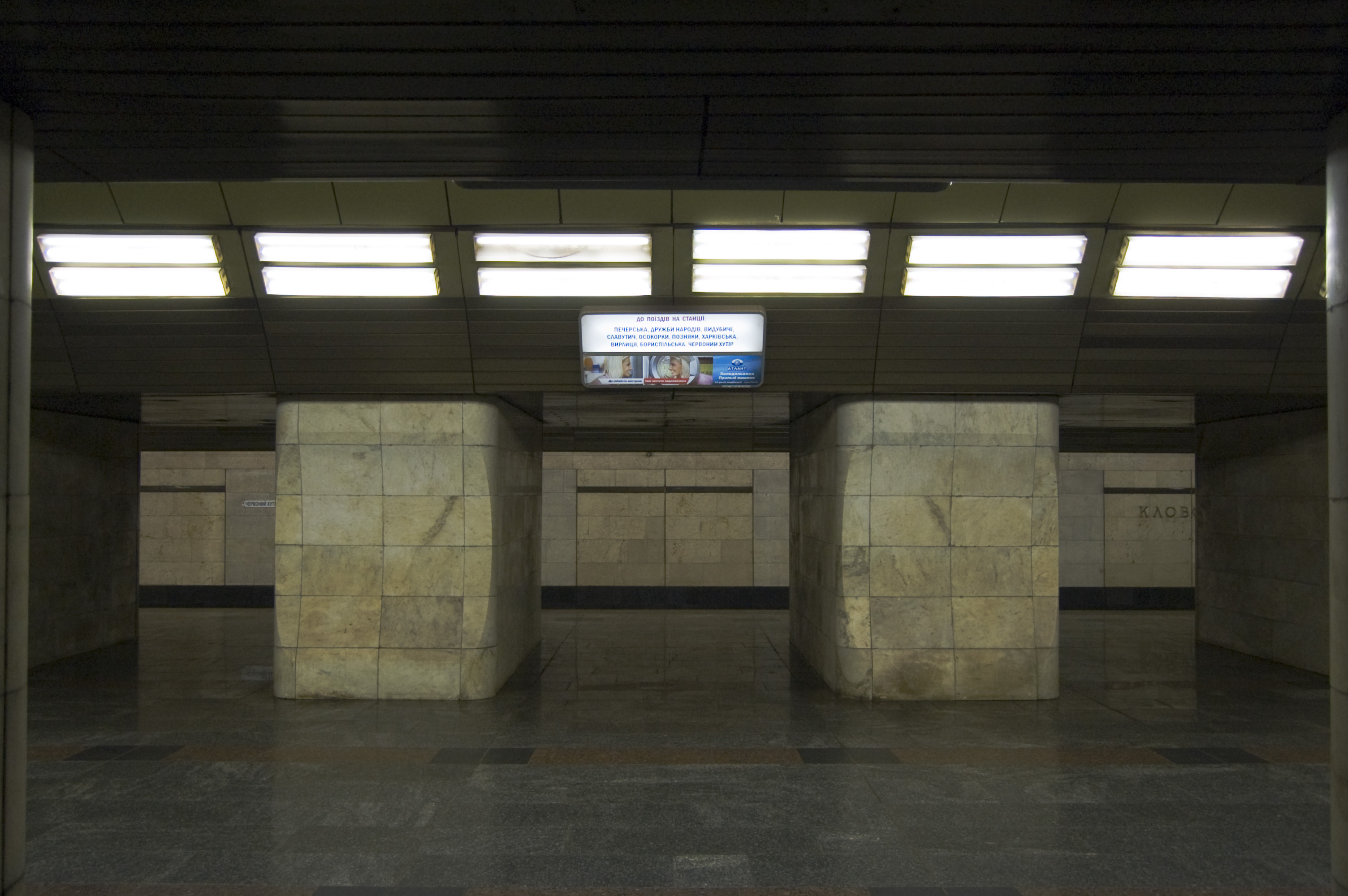
Форма пілонів
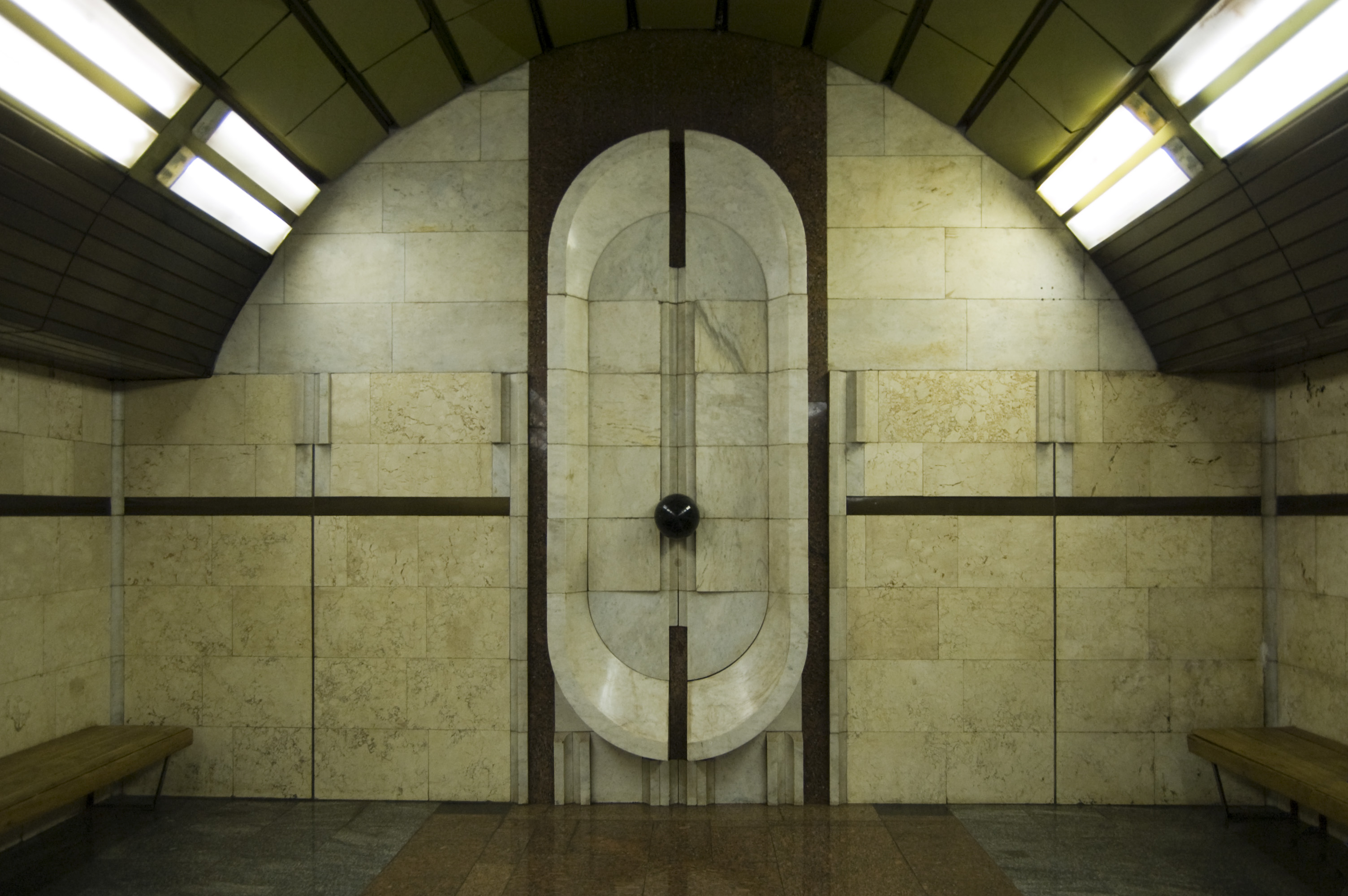
Композиція у торці залу